# ليبي تانر
ليبي تانر (بالإنجليزية: Libby Tanner)‏ هي ممثلة أسترالية، ولدت في 25 فبراير 1970 في ملبورن في أستراليا.

## وصلات خارجية
- ليبي تانر على موقع IMDb (الإنجليزية)
- ليبي تانر على موقع قاعدة بيانات الفيلم (الإنجليزية)